# IS Bari-Star 38
Der Massengutschiffstyp IS Bari-Star 38, auch Imabari 38 wird in Japan in Serie gebaut.

## Einzelheiten
Die Imabari-38-Baureihe wurde bei der Werft Imabari Zosen in Imabari entworfen und wird auch dort gebaut. Das Typschiff wurde im Oktober 2010 die Reederei IMS Maritime in Panama abgeliefert.
Die Schiffe sind als Handysize-Massengutschiffe mit achtern angeordneten Aufbauten ausgelegt. Sie haben fünf Laderäume mit jeweils eigener Luke, deren Lukendeckel hydraulisch betätigt werden. Der gesamte Laderaumrauminhalt beträgt bei Schüttgütern rund 47.125 m³. Zum Ladungsumschlag stehen vier mittschiffs angebrachte, hydraulische Schiffskräne zur Verfügung. Der Schiffstyp kann bei einem Tiefgang von 10,54 m rund 38.200 Tonnen transportieren. Die Einheiten sind auf den Transport verschiedener Massengüter, wie zum Beispiel Getreide, Kohle, Mineralien inklusive verschiedener Gefahrgüter ausgelegt. Die Tankdecke der Laderäume ist für den Erztransport verstärkt ausgeführt. Es können darüber hinaus auch Sackgüter, Stahlprofile, -röhren und andere Massenstückgüter, jedoch keine Decksladungen transportiert werden.
Der Antrieb der Schiffe besteht aus einem Zweitakt-Dieselmotor. Der Motor ermöglicht eine Geschwindigkeit von etwa 14 Knoten. Es stehen drei Hilfsdiesel und ein Notdiesel-Generator zur Verfügung.